# Onan Runggu II
Onan Runggu II is een bestuurslaag in het regentschap Tapanuli Utara van de provincie Noord-Sumatra, Indonesië. Onan Runggu II telt 1381 inwoners (volkstelling 2010).